# Entrepôt des douanes de Dieppe
L'ancien entrepôt des douanes de Dieppe est un ancien édifice situé à Dieppe, en France.

## Localisation
L'édifice est situé dans le département français de la Seine-Maritime, sur la commune de Dieppe, quai du Tonkin.

## Historique
L'édifice est construit en 1854-1857.
La façade et les toitures sont inscrites au titre des monuments historiques le 16 novembre 1990.